# Glade
Glade je grafické rozhraní pro tvorbu aplikací v GTK+ pod GNOME. Glade je nezávislý na programovacím jazyku. Glade je ve třech verzích pro GTK+ 1 a dvě pro GTK+ 2. Glade je svobodný software uvolněn pod GNU General Public License.

## Historie vývoje
Glade 0.1 byl uvolněn 18. duben 1998.
Glade 3 byl uvolněn 12. srpen 2006.

## GladeXML
GladeXml je formát XML, který používá Glade Interface Designer k tvorbě GUI (tzv. forms). GUI lze dynamicky načítat za běhu aplikace, což např. usnadňuje překládání do jiných jazyků.

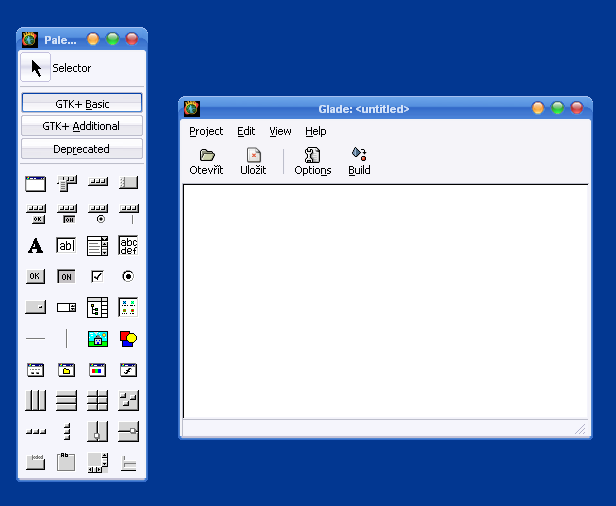
Glade 2.12.1 na Windows XP
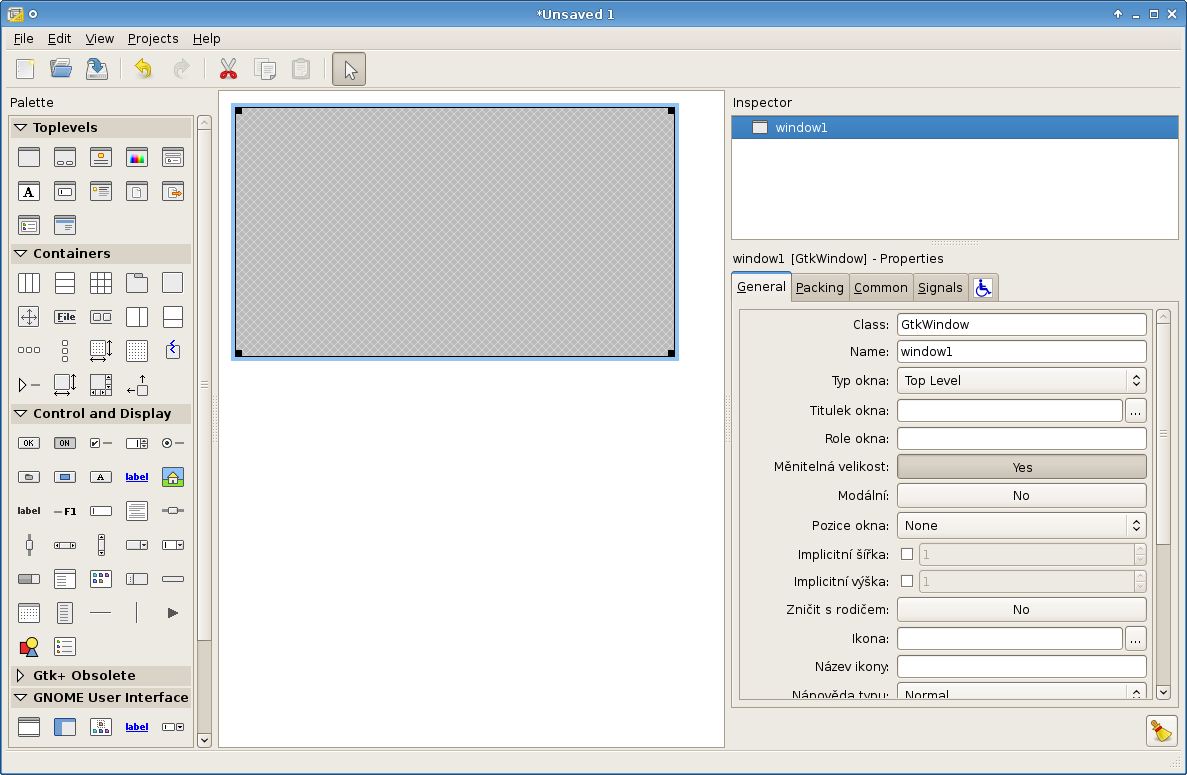
Glade 3.2.0 na Linuxu (Xubuntu)
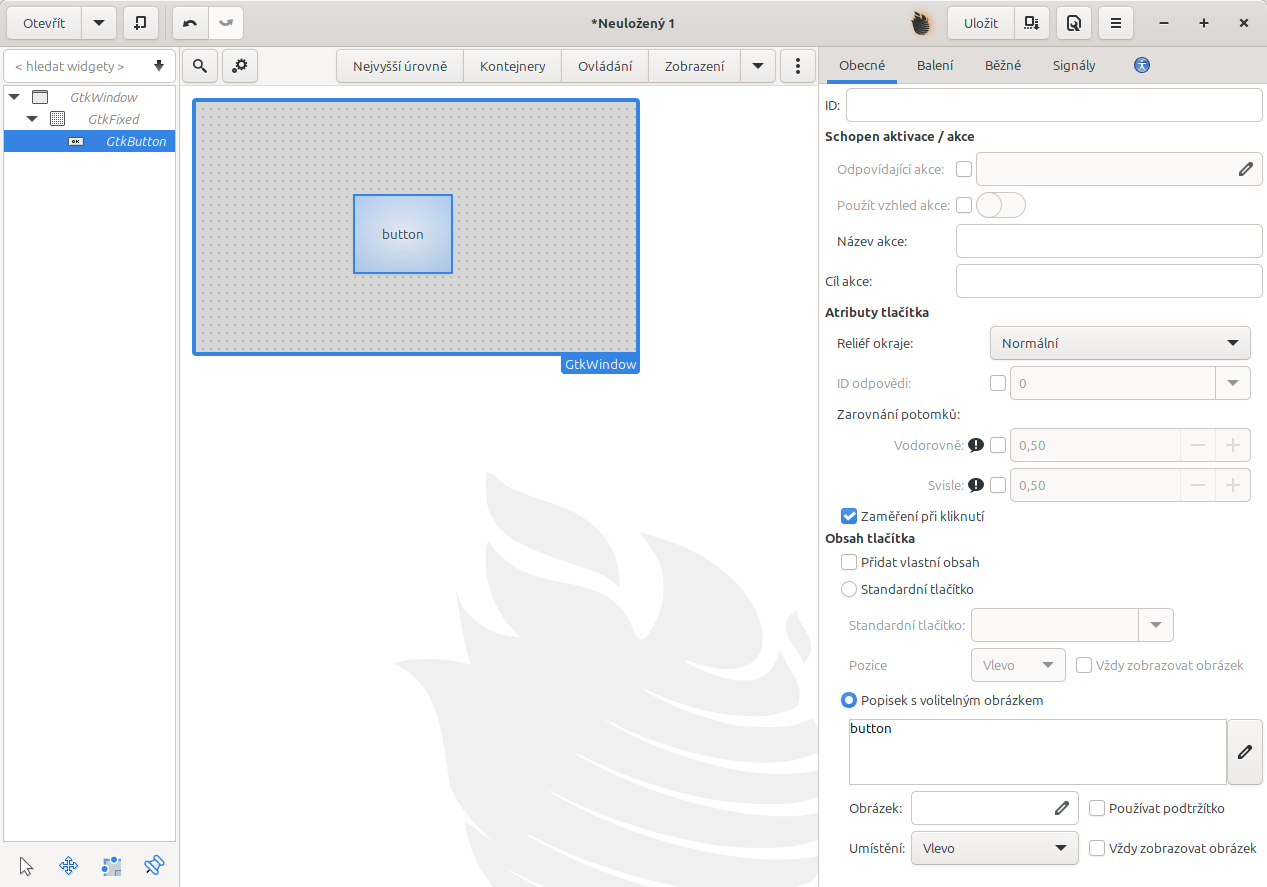
Glade 3.40.0 na Linuxu (Linux Mint)